# Macintosh SE/30
De Macintosh SE/30 is een computer die ontwikkeld en verkocht werd door Apple Inc. van januari 1989 tot oktober 1991. Het is het snelste model van de originele compacte Macintosh-lijn.

## Kenmerken
De SE/30 deelde een gemeenschappelijke architectuur met de IIx, maar in plaats van de NuBus-slots van de IIx beschikte de SE/30 over één enkel Processor Direct Slot (PDS) dat het mogelijk maakte om een uitbreidingskaart van een andere leverancier te installeren, zoals een netwerkkaart of een videokaart.
De SE/30 had net als de SE een zwart-witmonitor met een resolutie van 512x342 pixels. Het werkgeheugen kon uitgebreid worden tot maximaal 128 MB RAM, wat destijds een aanzienlijke hoeveelheid geheugen was. De SE/30 werd geleverd met een 1,44 MB-superdrive-diskettestation (waarmee zowel Apple- als MS-DOS-geformatteerde diskettes konden gebruikt worden) en met een harde schijf van 40 of 80 MB.
Alhoewel de ROM van de SE/30 32-bits instructies gebruikte, bevatte de ROM net als die van de IIx enige code die 24-bits adressering gebruikte. Dit beperkte de werkelijke hoeveelheid RAM die toegankelijk was tot 8 MB. Door de systeemextensie MODE32 te installeren kon bijkomend geheugen wel aangesproken worden. Als alternatief kon ook de ROM vervangen worden door die van de IIsi of IIfx die geen last hadden van 24 bits-beperkingen, waardoor de SE/30 de volle 128 MB RAM kon adresseren.
De SE/30 ondersteunde Systeem 6.0.3 tot Systeem 7.5.5. Bovendien kon de SE/30 ook A/UX draaien, Apples oorspronkelijke versie van Unix.
In 1991 werd de SE/30 opgevolgd door de Macintosh Classic II, die ondanks dezelfde processor en kloksnelheid slechts 60% zo snel was wegens het gebruik van een 16 bits-datapad. De Classic II ondersteunde niet meer dan 10 MB geheugen, had geen intern uitbreidingsslot en beschikte niet standaard over een Motorola 68882-FPU.

## Upgrades
Om de levensduur van een SE/30 te verlengen waren er verschillende processorupgrades van derden beschikbaar. Met een 68040-upgrade was het mogelijk Mac OS 8.1 te draaien. De Xceed Gray-Scale 30-videokaart van Micron Technology maakte het mogelijk grijstinten weer te geven op het interne scherm.

## Specificaties
- Processor: Motorola 68030, 16 MHz
- Floating Point Unit: Motorola 68882
- Systeembussnelheid: 16 MHz
- ROM-grootte: 256 kB
- Databus: 32 bit
- RAM-type: 120 ns 30-pin SIMM
- Standaard RAM-geheugen: 1 MB
  - Uitbreidbaar tot maximaal 128 MB
  - RAM-sleuven: 8 (in paren)
- Standaard harde schijf: 40 MB, 80 MB SCSI
- Standaard diskettestation: 3,5 inch, 1440 kB
- Uitbreidingssleuven: SE/30 PDS[1]
- Type batterij: 3,6 volt Lithium
- Beeldscherm: 512×342 pixels, monochroom
- Ondersteunde systeemversies: 6.0.3 t/m 7.5.1, en 7.5.3 t/m 7.5.5
- Afmetingen: 34,5 cm × 24,6 cm × 27,7 cm (lxbxh)
- Gewicht: 8,8 kg[2]

Uit productie: 1984: Macintosh 128K, Macintosh 512K · 1985: Macintosh XL · 1986: Macintosh Plus · 1987: Macintosh II, Macintosh SE · 1988: Macintosh IIx · 1989: Macintosh SE/30, Macintosh IIcx, Macintosh IIci, Macintosh Portable · 1990: Macintosh IIfx, Macintosh Classic, Macintosh IIsi, Macintosh LC serie · 1991: Macintosh Quadra 700, Macintosh Quadra 900, Apple PowerBook · Macintosh Classic II · 1992: Macintosh IIvx, Macintosh Quadra 950, PowerBook Duo, Macintosh Performa serie · 1993: Macintosh Centris serie, Macintosh Color Classic, Macintosh TV · Apple Workgroup Server · 1994: Power Macintosh · 1997: Power Macintosh G3, PowerBook G3, Twentieth Anniversary Macintosh · 1998: iMac · 1999: iBook, Power Mac G4 · 2000: Power Mac G4 Cube · 2001: PowerBook G4 · 2002: eMac, iMac G4 · 2003: Xserve, Power Mac G5 · 2004: iMac G5 · 2005: Mac mini · 2006: MacBook · 2015: MacBook (Retina) · 2017: iMac Pro

Huidige modellen: MacBook Air, MacBook Pro, iMac, Mac mini, Mac Studio, Mac Pro